# SO Romorantin
SO Romorantin (właśc. Sologne Olympique Romorantin) – francuski klub piłkarski założony 5 maja 1930 roku. Swoje mecze rozgrywa na Stade Jules Ladoumègue o pojemności 6200 widzów.

## Literatura dodatkowa
- Thierry Berthou: Dictionnaire historique des clubs de football français. T. 2: Mulhouse-White Rovers. Créteil: Pages de foot, 1999. ISBN 2-913146-02-3. OCLC 467932927. (fr.). Brak numerów stron w książce